# Grand Prix Formule 1 van Nederland 1985

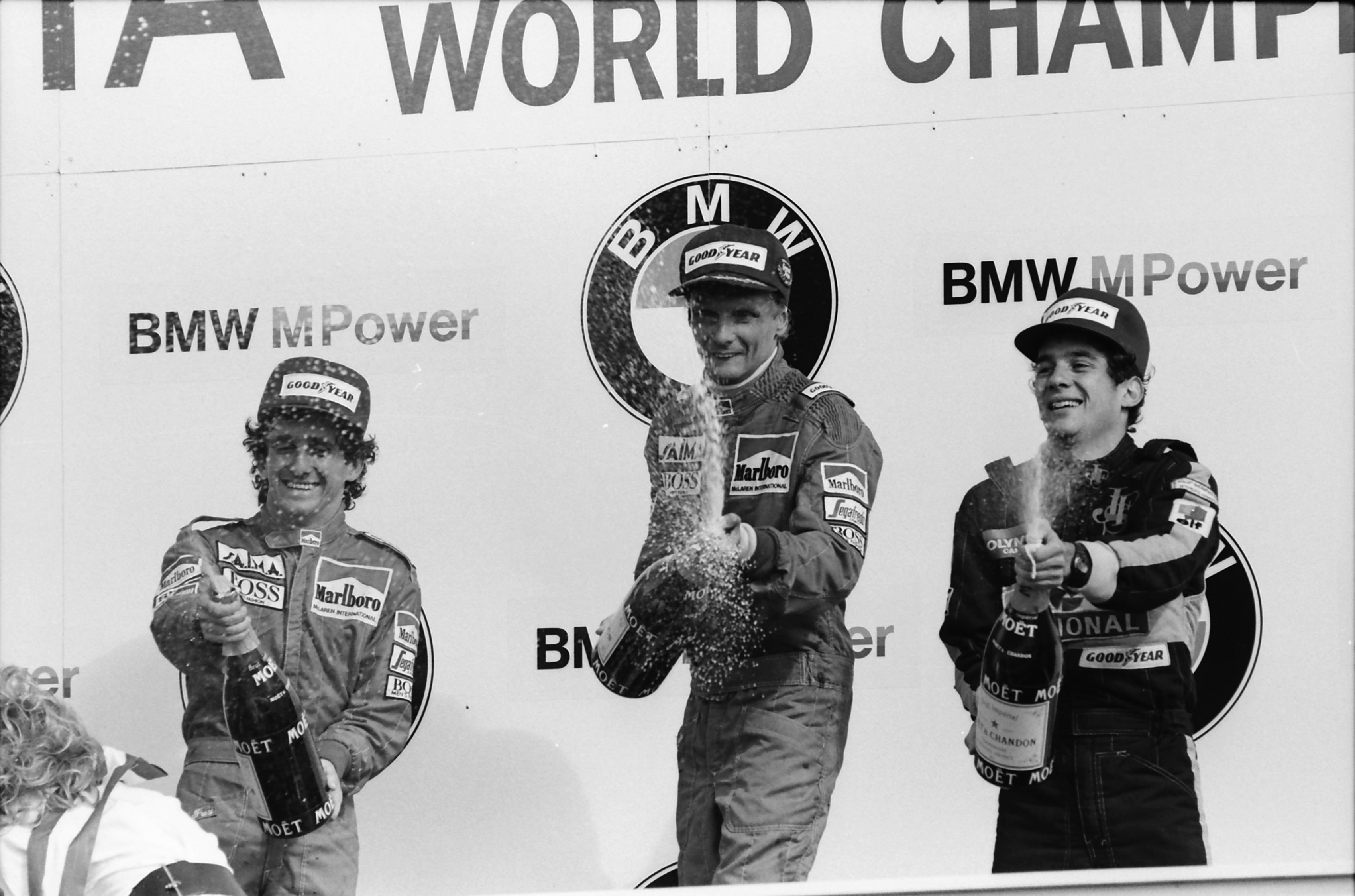
Het podium, met v.l.n.r. Alain Prost, Niki Lauda en Ayrton Senna.

De Grand Prix Formule 1 van Nederland 1985 werd verreden op 25 augustus op het circuit van Zandvoort. Het was de elfde race van het seizoen.

## Uitslag
| Pos. | Nr. | Coureur            | Constructeur           | Rondes | Tijd / Oorzaak uitval | Grid | Punten |
| ---- | --- | ------------------ | ---------------------- | ------ | --------------------- | ---- | ------ |
| 1    | 1   | Niki Lauda         | McLaren-TAG            | 70     | 1:32:29.263           | 10   | 9      |
| 2    | 2   | Alain Prost        | McLaren-TAG            | 70     | + 0.232               | 3    | 6      |
| 3    | 12  | Ayrton Senna       | Lotus-Renault          | 70     | + 48.491              | 4    | 4      |
| 4    | 27  | Michele Alboreto   | Ferrari                | 70     | + 48.837              | 16   | 3      |
| 5    | 11  | Elio de Angelis    | Lotus-Renault          | 69     | + 1 Ronde             | 11   | 2      |
| 6    | 5   | Nigel Mansell      | Williams-Honda         | 69     | + 1 Ronde             | 7    | 1      |
| 7    | 3   | Martin Brundle     | Tyrrell-Renault        | 69     | + 1 Ronde             | 21   |        |
| 8    | 7   | Nelson Piquet      | Brabham-BMW            | 69     | + 1 Ronde             | 1    |        |
| 9    | 17  | Gerhard Berger     | Arrows-BMW             | 68     | + 2 Rondes            | 14   |        |
| 10   | 8   | Marc Surer         | Brabham-BMW            | 65     | Uitlaat               | 9    |        |
| NC   | 24  | Huub Rothengatter  | Osella-Alfa Romeo      | 56     | Niet geklasseerd      | 26   |        |
| DNF  | 18  | Thierry Boutsen    | Arrows-BMW             | 54     | Ophanging             | 8    |        |
| DNF  | 9   | Philippe Alliot    | RAM-Hart               | 52     | Motor                 | 25   |        |
| DNF  | 4   | Stefan Bellof      | Tyrrell-Renault        | 39     | Motor                 | 22   |        |
| DNF  | 16  | Derek Warwick      | Renault                | 27     | Versnellingsbak       | 12   |        |
| DNF  | 25  | Andrea de Cesaris  | Ligier-Renault         | 25     | Turbo                 | 18   |        |
| DNF  | 15  | Patrick Tambay     | Renault                | 22     | Transmissie           | 6    |        |
| DNF  | 6   | Keke Rosberg       | Williams-Honda         | 20     | Motor                 | 2    |        |
| DNF  | 19  | Teo Fabi           | Toleman-Hart           | 18     | Wiellager             | 5    |        |
| DNF  | 26  | Jacques Laffite    | Ligier-Renault         | 17     | Elektrisch probleem   | 13   |        |
| DNF  | 30  | Jonathan Palmer    | Zakspeed               | 13     | Oliedruk              | 23   |        |
| DNF  | 20  | Piercarlo Ghinzani | Toleman-Hart           | 12     | Motor                 | 15   |        |
| DNF  | 28  | Stefan Johansson   | Ferrari                | 9      | Motor                 | 17   |        |
| DNF  | 29  | Pierluigi Martini  | Minardi-Motori Moderni | 1      | Ongeluk               | 24   |        |
| DNF  | 23  | Eddie Cheever      | Alfa Romeo             | 1      | Turbo                 | 20   |        |
| DNF  | 22  | Riccardo Patrese   | Alfa Romeo             | 1      | Turbo                 | 19   |        |

## Wetenswaardigheden
- Het was de laatste Grand Prix van Nederland voor vele jaren. Pas in 2021 werd de Grand Prix weer verreden.
- De top drie behaalde samen tien titels in de Formule 1.

## Noot
- Tweehonderdvijftigste Grand Prix-start voor een Duitse coureur.
- Vijfentwintigste (en laatste) Grand Prix-winst voor Niki Lauda.

## Galerij

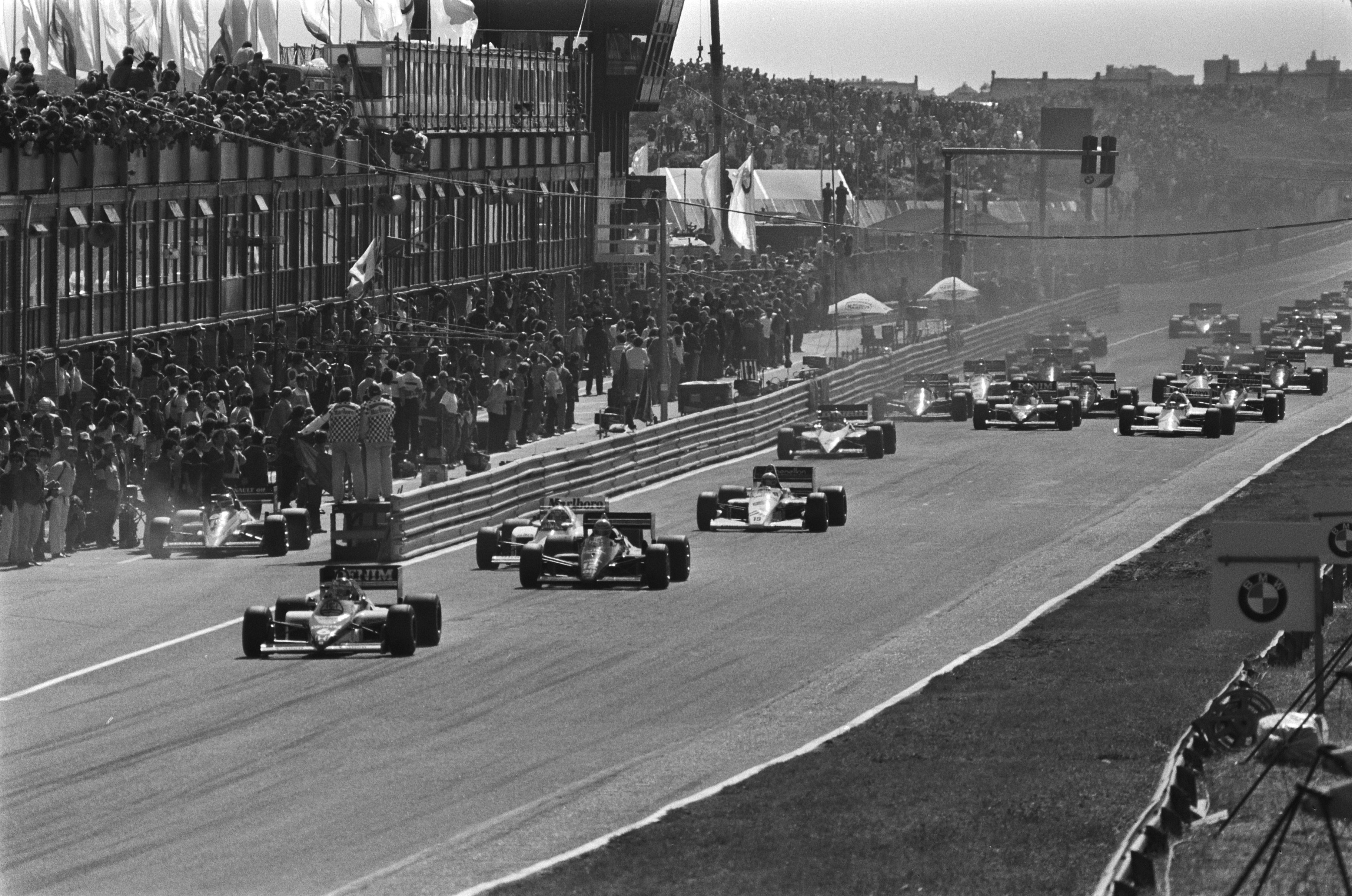
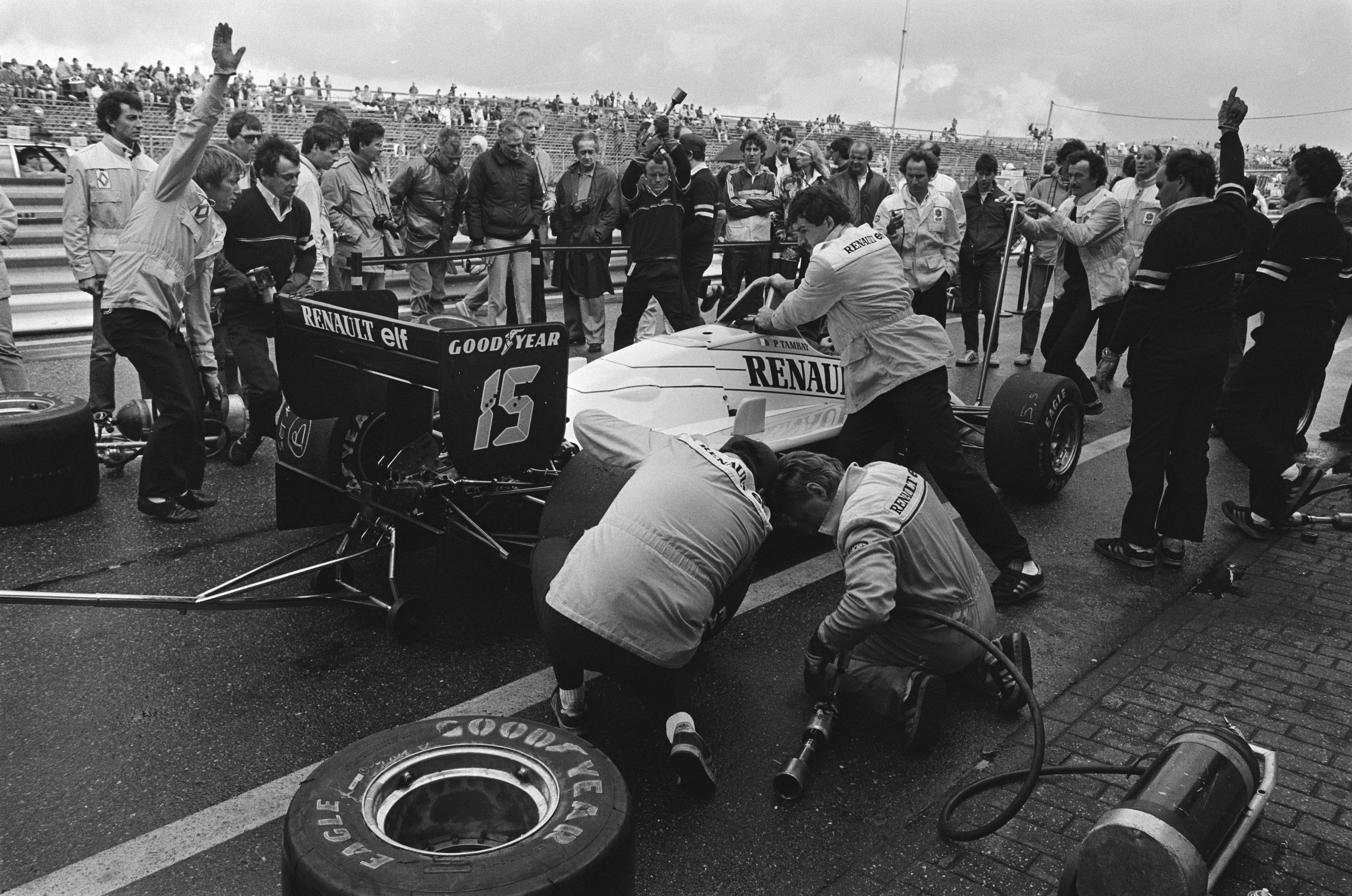
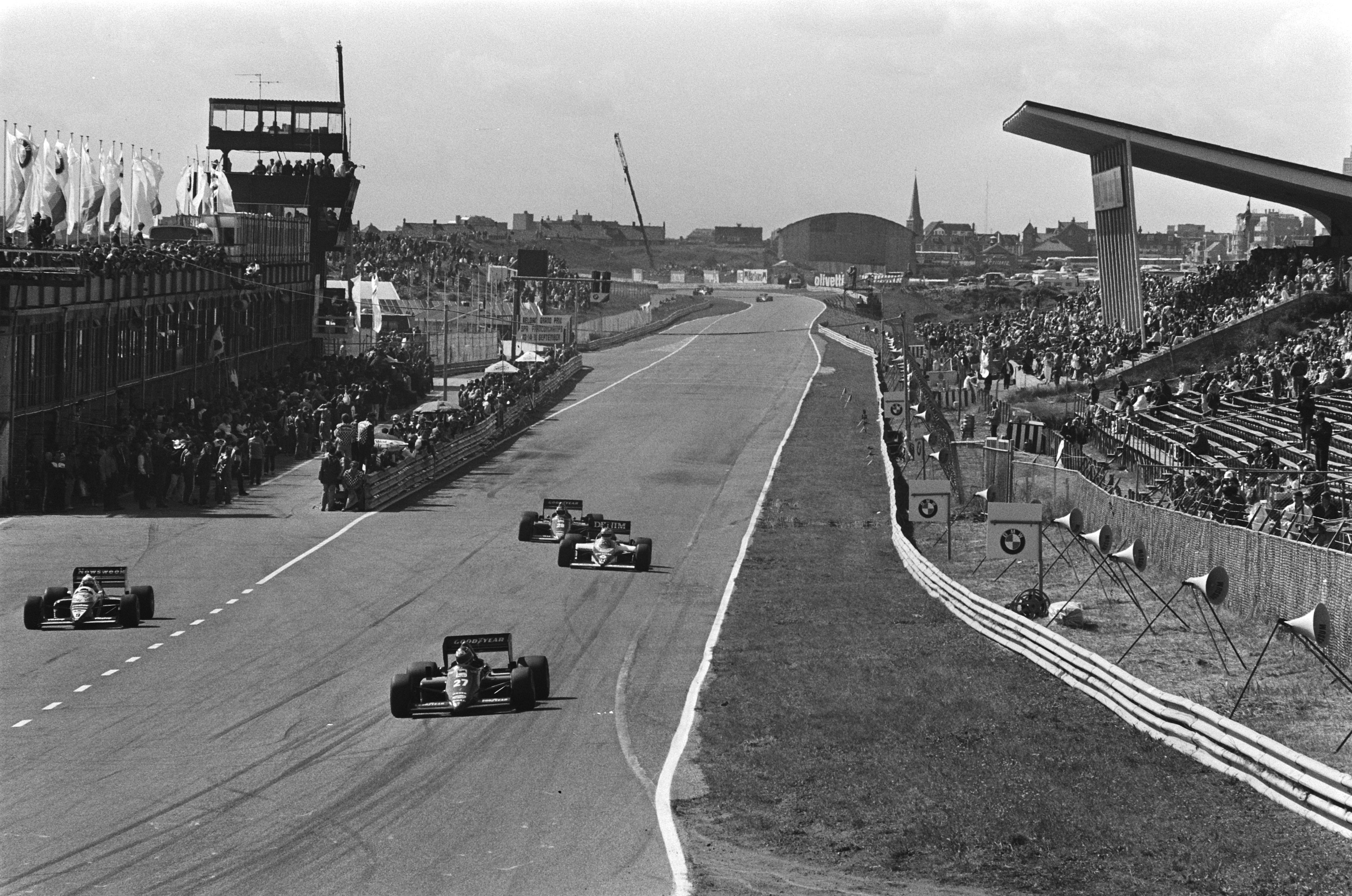

1948 · 1949 · 1950 · 1951 · 1952 · 1953 · 1955 · 1958 · 1959 · 1960 · 1961 · 1962 · 1963 · 1964 · 1965 · 1966 · 1967 · 1968 · 1969 · 1970 · 1971 · 1973 · 1974 · 1975 · 1976 · 1977 · 1978 · 1979 · 1980 · 1981 · 1982 · 1983 · 1984 · 1985 · 2020 · 2021 · 2022 · 2023 · 2024 · 2025  · 2026